# DAMAC Heights
DAMAC Heights (також Ocean Heights 2 та DAMAC Residenze) — проект будівництва хмарочоса в Дубаї, Об'єднані Арабські Емірати. 

## Опис
Хмарочос має гладку поверхню у вигляді злегка вигнутої шаблі, звужений зі збільшенням висоти, повинен був досягати у висоту 420 метрів і мати 85 поверхів, але у лютому 2013 висота була скорочена до 335 метрів.
Буде четвертим за висотою житловим будинком у світі і одним з найвищих будівель у Дубаї, проте, значно нижчим, ніж найвища будівля Дубай, Бурдж-Халіф (828 метрів).
Струнка будівля діятиме як повністю житлова вежа. 85 поверхів мають загальну площу 114 000 квадратних метрів . Будівля розроблена архітектурною фірмою Aedas. Завершення за офіційними даними очікувалося у 2016.